# Il dramma
Il dramma è stata una rivista quindicinale di critica teatrale attiva tra il 1925 e il 1983. Assieme a Comœdia (1919-1934) e Scena illustrata (1892-attiva on line) può essere considerata la memoria storica del teatro italiano.

## Storia
«Il dramma» venne ideato e creato da Dino Segre (noto con lo pseudonimo "Pitigrilli") e Lucio Ridenti. Il primo numero uscì nel dicembre 1925 con il sottotitolo «Rivista mensile di commedie di grande interesse». Ogni numero proponeva in anteprima commedie nuove o poco conosciute, molte delle quali diventarono importanti (una fra tutte, La Venexiana), versioni di commedie già note, recensioni ed articoli sul mondo del teatro ed i suoi protagonisti. Con il numero del 4 marzo 1926 una fotografia in primo piano sostituì il tradizionale disegno (l'attrice scelta per l'occasione fu la trentenne Mimì Aylmer). Dal 1926 direttore fu Lucio Ridenti.
In coincidenza con la conclusione della seconda guerra mondiale e la relativa occupazione alleata, venne sospesa la pubblicazione al numero 443 del febbraio 1945 fino ad ottobre del medesimo anno, per ricominciare la pubblicazione con il numero 1 del mese di novembre 1945, 
Nel 1968, dopo 42 anni consecutivi con lo stesso direttore (Lucio Ridenti) e lo stesso editore ("Le Grandi Firme", di Torino), la rivista cessò le pubblicazioni. L'ultimo numero uscito fu il 381 del giugno 1968.
Dopo il 1968 «Il dramma» cercò un rilancio dedicandosi anche al cinema e all'arte contemporanea, ma non riuscì a riconquistare l'antico rapporto con il suo pubblico.
Trasferitasi a Roma, la rivista fu diretta da Maurizio Liverani (dal 1968 al 1976), poi da un comitato di direzione di cui lo stesso Liverani era membro. La testata si estinse definitivamente nel 1983.

## Autori pubblicati
Autori 1925-1968
- Luigi Pirandello
- Eduardo De Filippo
- Guido Seborga
- Augusto De Angelis
- Tennessee Williams
- Félicien Marceau
- Eugène Ionesco
- Jean Giraudoux

Autori 1968-1976
- Eugène Ionesco
- Pier Paolo Pasolini
- Ignazio Silone
- Giancarlo Vigorelli
- Fernando Pessoa
- Jean Paul Sartre
- Carlo Bo
- Giulio Carlo Argan